# 대구동천초등학교
대구동천초등학교는 대한민국 대구광역시 수성구 범어동에 있는 공립 초등학교이다. 교화는 장미탐스런 꽃(희망과 열정), 줄기(자신감), 가시(봉사), 교목은 느티나무억센 줄기(강인한 의지), 고루 퍼진 가지(조화된 질서), 단정한 잎(예의)이다.

## 학교 연혁
- 1967년 10월 12일 개교(649명, 10학급 편성)(설립인가 5월 22일)
- 1971년 2월 9일 제1회 졸업식(269명 졸업)
- 1994년 11월 7일 학교 급식 개시(1,035명)
- 1997년 3월 1일 병설유치원 개원(1학급)
- 2005년 3월 1일 유치원 1학급 증설(2학급)
- 2006년 3월 1일 26학급 편성(특수학급 포함)
- 2008년 8월 20일 방송실 현대화 사업
- 2009년 5월 21일 급식실 앞 급수대 및 쉼터 정비
- 2009년 8월 25일 교내 에어컨 설치
- 2011년 2월 11일 제40회 졸업생 161명 배출(총 14,492명)
- 2011년 3월 1일 32학급 편성(특수 1개반 포함), 병설유치원 2학급 편성
- 2011년 12월 8일 다목적 강당 「상록꿈마루」 개관
- 2012년 3월 1일 학교 본관 1층 정비 사업
- 2013년 2월 15일 제43회 졸업 181명 배출(총15,002명)
- 2013년 3월 1일 35학급 편성(특수 1학급 포함), 병설유치원 2학급 편성
- 2014년 2월 14일 제44회 졸업식(160명 졸업, 졸업생 총수 15,162명)
- 2014년 3월 1일 35학급 편성(특수학급 1학급 포함)
- 2014년 3월 1일 제20대 정명곤 교장 부임
- 2015년 2월 13일 제45회 졸업식
- 2015년 3월 1일 35학급 편성(특수1학급 포함)
- 2016년 2월 4일 제46회 졸업식(163명 졸업, 졸업생 총수 15,484명)
- 2016년 3월 1일 36학급 편성(특수학급 1학급 포함), 유치원 2학급
- 2017년 2월 15일 제47회 졸업식(171명 졸업, 졸업생 총수 15,655명)
- 2017년 3월 1일 36학급 편성(특수학급 1학급 포함), 유치원제급
- 2020년 2월14일 제50회 졸업식

## 학교 상징
- 교화 - 장미
  - 탐스런 꽃 : 희망과 열정
  - 줄기 : 자신감
  - 가시 : 봉사
  - 상징은 세인의 선망을 받으며, 열정적으로 국가 사회에 봉사할 수 있는 인재가 됩시다.
- 교목 - 느티나무
  - 억센 줄기 : 강인한 의지
  - 고루 퍼진 가지 : 조화된 질서
  - 단정한 잎 : 예의
  - 상징은 어려움을 견디고 크고 바르게 자라며 장차 조국 발전에 앞장설 인재가 됩시다.

## 참고 자료
- 대구동천초등학교 - 한국교육학술정보원 학교알리미